# Анджелик Кербер
Анджелик Кербер (на немски: Angelique Kerber) е германска тенисистка, родена на 18 януари 1988 г. Дебютира през 2003, като през 2011 стига полуфиналите на Откритото първенство на САЩ, където е била № 92 в света. Най-високото ѝ класиране в ранглистата за жени на WTA e 1-во място, постигнато на 12 септември 2016 г.

## Кариера

### 2016: № 1, две титли от Големия шлем, олимпийско сребро
Кербер започва годината на турнира в Бризбейн, побеждавайки Камила Джорджи, Мадисън Бренгъл, Анастасия Павлюченкова и Карла Суарес Наваро, като по този начин си осигурява финален сблъсък с Виктория Азаренка, но губи с 0:2 сета. На турнира в Сидни се отказва във втория кръг поради здравословни причини, след като побеждава Елина Свитолина в първия.
На Откритото първенство на Австралия Кербер е поставена под № 7 в схемата, като в първия кръг преодолява Мисаки Дои в три сета. След това лесно се справя с Александра Дюлгеру, Бренгъл и сънародничката си Аника Бек, като така стига 1/4-финалите на турнира за първи път. Там тя за първи път надиграва Азаренка, правейки го в два сета. Така стига до третия си 1/2-финал на турнири от Големия шлем, където побеждава Джоана Конта с 2:0 сета и се изправя на финала срещу № 1 в схемата Серина Уилямс. Надделява на финала след трисетова битка и така печели първата си титла от Големия шлем, като също така става първата германска тенисистка спечелила такава титла от 1999 г. насам. След успеха на турнира се изкачва до 2-ро място в ранглистата за жени.

## Финали на турнирите от WTA Тур

### Сингъл: 24 (10 – 14)
| Легенда                              |
| ------------------------------------ |
| Турнири от Големия шлем (2 – 1)      |
| Шампионат на WTA Тур (0 – 0)         |
| Летни олимпийски игри (0 – 1)        |
| Задължителни Висши & Висши 5 (0 – 4) |
| Висши (6 – 5)                        |
| Международни (2 – 3)                 |

| Финали по настилка |
| ------------------ |
| Твърда (6 – 10)    |
| Трева (1 – 3)      |
| Клей (3 – 1)       |
| Мокет (0 – 0)      |

| Изход      | No. | Дата           | Турнир                                              | Настилка     | Опонент                | Резултат                          |
| ---------- | --- | -------------- | --------------------------------------------------- | ------------ | ---------------------- | --------------------------------- |
| Финалистка | 1.  | 21/02/2010     | Копа Колсанитас, Богота, Колумбия                   | Клей         | Мариана Дуке Мариньо   | 4 – 6, 3 – 6                      |
| Шампионка  | 1.  | 12/02/2012     | Оупън Же Де Еф Сюез, Париж, Франция                 | Твърда (з)   | Марион Бартоли         | 7 – 6(7 – 3), 5 – 7, 6 – 3        |
| Шампионка  | 2.  | 15/04/2012     | И Бокс Оупън, Копенхаген, Дания                     | Твърда (з)   | Каролине Возняцки      | 6 – 4, 6 – 4                      |
| Финалистка | 2.  | 24/06/2012     | АЕГОН Интернешънъл, Истборн, Великобритания         | Трева        | Тамира Пашек           | 7 – 5, 3 – 6, 5 – 7               |
| Финалистка | 3.  | 19/08/2012     | Уестърн енд Съдърн Оупън, Синсинати, САЩ            | Твърда       | Ли На                  | 6 – 1, 3 – 6, 1 – 6               |
| Финалистка | 4.  | 08/04/2013     | Монтерей Оупън, Монтерей, Мексико                   | Твърда       | Анастасия Павлюченкова | 6 – 4, 2 – 6, 4 – 6               |
| Финалистка | 5.  | 28/09/2013     | Торай Пан Пасифик Оупън, Токио, Япония              | Твърда       | Петра Квитова          | 2 – 6, 6 – 0, 3 – 6               |
| Шампионка  | 3.  | 13/10/2013     | Дженерали Лейдис Линц, Линц, Австрия                | Твърда       | Ана Иванович           | 6 – 4, 7 – 6(8 – 6)               |
| Финалистка | 6.  | 10 януари 2014 | Апия Интернешънъл Сидни, Сидни, Австралия           | Твърда       | Цветана Пиронкова      | 4 – 6, 4 – 6                      |
| Финалистка | 7.  | 16/02/2014     | Катар Тотал Оупън, Доха, Катар                      | Твърда       | Симона Халеп           | 2 – 6, 3 – 6                      |
| Финалистка | 8.  | 21/06/2014     | АЕГОН Интернешънъл, Истборн, Великобритания         | Трева        | Мадисън Кийс           | 3 – 6, 6 – 3, 5 – 7               |
| Финалистка | 9.  | 03/08/2014     | Банк ъф дъ Уест Класик, Станфорд, САЩ               | Твърда       | Серина Уилямс          | 6 – 7(1 – 7), 3 – 6               |
| Шампионка  | 4.  | 12/04/2015     | Фемили Съркъл Къп, Чарлстън, САЩ                    | Клей (зелен) | Мадисън Кийс           | 6 – 2, 4 – 6, 7 – 5               |
| Шампионка  | 5.  | 26/04/2015     | Порше Тенис Гран при, Щутгарт, Германия             | Клей (з)     | Каролине Возняцки      | 3 – 6, 6 – 1, 7 – 5               |
| Шампионка  | 6.  | 21/06/2015     | Аегон Класик, Бирмингам, Великобритания             | Трева        | Каролина Плишкова      | 6 – 7(5 – 7), 6 – 3, 7 – 6(7 – 4) |
| Шампионка  | 7.  | 09/08/2015     | Банк ъф дъ Уест Класик, Станфорд, САЩ               | Твърда       | Каролина Плишкова      | 6 – 3, 5 – 7, 6 – 4               |
| Финалистка | 10. | 18/10/2015     | Хонконг Тенис Оупън 2014, Хонконг, Китай            | Твърда       | Йелена Янкович         | 6 – 3, 6 – 7(4 – 7), 1 – 6        |
| Финалистка | 11. | 9 януари 2016  | Бризбейн Интернешънъл, Бризбейн, Австралия          | Твърда       | Виктория Азаренка      | 3 – 6, 1 – 6                      |
| Шампионка  | 8.  | 30 януари 2016 | Открито първенство на Австралия, Мелбърн, Австралия | Твърда       | Серина Уилямс          | 6 – 4, 3 – 6, 6 – 4               |
| Шампионка  | 9.  | 24/04/2016     | Порше Тенис Гран при, Щутгарт, Германия (2)         | Клей (з)     | Лаура Зигемунд         | 6 – 4, 6 – 0                      |
| Финалистка | 12. | 09/07/2016     | Уимбълдън, Лондон, Великобритания                   | Трева        | Серина Уилямс          | 5 – 7, 3 – 6                      |
| Финалистка | 13. | 13/08/2016     | Летни олимпийски игри, Рио де Жанейро, Бразилия     | Твърда       | Моника Пуиг            | 4 – 6, 6 – 4, 1 – 6               |
| Финалистка | 14. | 21/08/2016     | Уестърн енд Съдърн Оупън, Синсинати, САЩ            | Твърда       | Каролина Плишкова      | 3 – 6, 1 – 6                      |
| Шампионка  | 10. | 10/09/2016     | Открито първенство на САЩ, Ню Йорк, САЩ             | Твърда       | Каролина Плишкова      | 6 – 3, 4 – 6, 6 – 4               |

(з) = Закрито

### Двойки: 2 (0 – 2)
| Легенда                              |
| ------------------------------------ |
| Турнири от Големия шлем (0 – 0)      |
| Шампионат на WTA Тур (0 – 0)         |
| Задължителни Висши & Висши 5 (0 – 0) |
| Висши (0 – 1)                        |
| Международни (0 – 1)                 |

| Финали по настилка |
| ------------------ |
| Твърда (0 – 1)     |
| Трева (0 – 1)      |
| Клей (0 – 0)       |
| Килим (0 – 0)      |

| Изход      | No. | Дата          | Турнир                                     | Настилка | Партньор        | Опоненти                        | Резултат     |
| ---------- | --- | ------------- | ------------------------------------------ | -------- | --------------- | ------------------------------- | ------------ |
| Финалистки | 1.  | 20/06/2008    | Ордина Оупън, Хертогенбош, Холандия        | Трева    | Лига Декмейере  | Марина Еракович Михаела Крайчек | 3 – 6, 2 – 6 |
| Финалистки | 2.  | 9 януари 2016 | Бризбейн Интернешънъл, Бризбейн, Австралия | Твърда   | Андреа Петкович | Мартина Хингис Саня Мирза       | 5 – 7, 1 – 6 |